# Fosfamidon
Fosfamidon, de triviale naam voor 2-chloor-2-di-ethylcarbamoyl-1-methylvinyldimethylfosfaat, is een organische verbinding met als brutoformule C10H19ClNO5P. Het is een uiterst toxische kleurloze tot gele vloeistof. Fosfamidon is een organofosfaat-pesticide en werd gebruikt als insecticide en in mindere mate als acaricide.
Er zijn twee stereo-isomeren: het trans-isomeer heeft CAS-nummer 297-99-4 en het cis-isomeer heeft CAS-nummer 23783-98-4. Het mengsel van beide isomeren draagt CAS-nummer 13171-21-6.

## Toxicologie en veiligheid
De stof ontleedt bij verhitting of bij verbranding met vorming van zeer giftige dampen, onder andere fosforoxiden, waterstofchloride en stikstofoxiden. Fosfamidon reageert met basen (hydrolyse). Het tast metalen zoals ijzer, tin en aluminium aan.
Fosfamidon is, zoals andere organofosfaat-pesticiden, een cholinesterase-inhibitor. De stof is zeer giftig, niet alleen voor insecten maar ook voor zoogdieren. De geschatte letale dosis ligt tussen 5 en 50 mg per kilogram lichaamsgewicht. De stof is in de Europese Unie en een aantal andere landen inmiddels verboden, maar ze wordt elders nog geproduceerd en gebruikt, onder meer in India. De merknaam is Dimecron (Ciba-Geigy, tegenwoordig Syngenta).